# بطحه
بطحه (به عربی: البطحة) یکی از منطقه‌های کشور چاد است. استان بطحه ۵۲۷٬۰۳۱ نفر جمعیت دارد.